# Ba-ta-clan
Ba-ta-clan è un'operetta in un atto composta da Jacques Offenbach su libretto di Ludovic Halévy. La prima rappresentazione avvenne il 29 dicembre 1855, al Théâtre des Bouffes-Parisiens di Parigi. La durata di questa "cineseria musicale" è di circa un'ora. Il titolo è un riferimento al termine francese bataclan (/ba.ta.klɑ̃/), che tra i suoi vari significati indica un trambusto.

## Storia
Ba-ta-clan fu tra i primi grandi successi di Offenbach e fece parte della stagione invernale della nuova sala Choiseul (poi divenuto il Théâtre des Bouffes Parisiens). Quest'operetta arguta satirizzava sia la politica del tempo sia le consuetudini del genere della grand opéra. Per decenni l'opera venne riproposta a Parigi, Londra, New York, e Offenbach ne realizzò pure una versione estesa con undici personaggi. Le primissime operette offenbachiane erano di un solo atto e duravano poco, dato che all'epoca una legge in Francia limitava la licenza per le opere teatrali in musica a delle composizioni in un atto con non più di tre personaggi e, forse, dei personaggi muti. Nel 1858 questa legge cambiò e Offenbach poté dedicarsi a opere più lunghe, a partire da Orfeo all'inferno.
Il 20 maggio 1857, Ba-ta-clan venne messa in scesa per la prima volta in Inghilterra, al teatro di San Giacomo, durante la seconda visita del compositore a Londra, grazie a suo suocero John Mitchell. Nel 1865 l'operetta (con il titolo Ching-Chow-Hi) venne rappresentata al teatro dell'opera di San Giorgio a Londra assieme a La chatte métamorphosée en femme (come Puss in Petticoats) e la prima assoluta di The Contrabandista di Arthur Sullivan.
Anche quando il bersaglio della satira dell'epoca, Napoleone III, morì, l'operetta continuò a essere attuale: la situazione derisa è atemporale, in quanto l'imperatore Fé-ni-han può rappresentare ogni grande sovrano del mondo. Tre anni dopo il colpo di Stato che sostituì la repubblica con il secondo impero, questa composizione dai personaggi pseudocinesi si burlava dello sciovinismo dell'epoca; nel secondo impero francese tutto era sotto la sorveglianza statale, similmente alla Cina fittizia di questa farsa. Kracauer riassunse l'obiettivo della composizione così: "Il potere è uno scherzo e la vita di corte una mera farsa".
Da questa operetta prende il nome il Bataclan, un celebre teatro parigino aperto nel 1864 e attivo ancora oggi.

## Trama

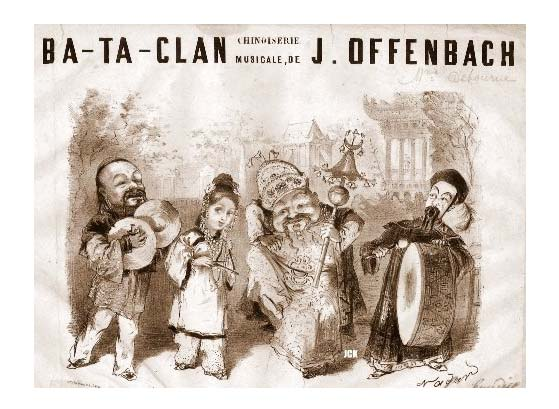
I personaggi in una locandina di Nadar del 1855 circa

La storia si svolge presso Ché-i-no-or, nei giardini del palazzo dell'imperatore Fè-ni-han. Ko-ko-ri-ko, il capo delle guardie, ordisce una congiura per detronizzare l'imperatore. L'opera inizia con i cospiratori che parlano in cinese, in realtà un grammelot. In seguito questi se ne vanno e rimane solo la principessa Fé-an-nich-ton, che si mette a leggere il libro La lattaia di Montfermeil di Paul de Kock; un altro personaggio, Ké-ki-ka-ko, si mette a leggere una copia del quotidiano La Patrie. I due si rendono conto che entrambi sono francesi, non cinesi. Ké-ki-ka-ko è il visconte Alfred Cérisy, che naufragò presso le coste della Cina e venne catturato e portato al palazzo, dove venne condannato a ripetere la canzone dei ribelli, Ba-ta-clan. Fé-an-nich-ton rivela di essere la madamigella Virginie Durand, un soprano leggero che si trovava in Estremo Oriente per far conoscere alle popolazioni locali il repertorio operistico francese, quando venne catturata dai soldati di Fé-ni-han. I due parigini ricordano nostalgicamente la loro casa e Fé-an-nich-ton canta la Ronde de Florette. I due decidono di fuggire dal paese.
I cospiratori ritornano, ma poi fuggono, lasciando solo Fè-ni-han, il quale si lamenta della sua sorte; in realtà egli è Anastase Nourrisson, originario di Brive-la-Gaillarde, e vuole solo rivedere la Francia. Ko-ko-ri-ko giunge minacciosamente e i due cantano un duetto in falso italiano nello stile di Vincenzo Bellini. Fé-an-nich-ton e Ké-ki-ka-ko sono stati catturati da Ko-ko-ri-ko mentre provavano a fuggire e viene chiesto all'imperatore di condannarli a morte.
Ormai spacciati, Virginie e Alfred cantano un'ultima volta la Ronde de Florette e Fè-ni-han si stupisce di sentirli cantare in francese, così come loro si stupiscono di sentirlo parlare nella loro lingua. Fè-ni-han/Anastase manda via i cospiratori e spiega ai due come otto anni prima fosse stato costretto a impersonare il ruolo del vero imperatore Fè-ni-han per non essere condannato a morte. Ké-ki-ka-ko gli chiede come mai sia nata un'insurrezione contro di lui e quello gli spiega che, non conoscendo il cinese, aveva fatto impalare per errore i cinque uomini più valorosi del paese, credendoli dei nemici. Fè-ni-han prova a fare la stessa offerta di otto anni prima a Ké-ki-ka-ko, che rifiuta e anzi minaccia di unirsi alla congiura, intonando il suo inno (cantato assieme al coro Ein feste Burg da Gli ugonotti). Alfine, a Fè-ni-han viene consegnata una lettera dal capo della congiura, che rivela che anche lui è un francese e che è pronto a farli fuggire in segreto per poter diventare imperatore. Tutto finisce bene con una ripresa dell'inno del Ba-ta-clan, mentre Virginie, Alfred e Anastase partono alla volta della Francia.

## Discografia parziale
- Ba-Ta-Clan - Huguette Boulangeot/Raymond Amade/Rémy Corazza/René Terrasson/Marcel Couraud, orchestra Jean-François Paillard ,1966
- Ba-Ta-Clan - Maryse Castets/ Vincent Vittoz/Bernard van der Meersch/Michel Hubert/Dominique Debart L'Ensemble de Basse-Normandie, 1986